# Suvonosi majmuni
Suvonosi majmuni (lat. Haplorhini) su „suvonosi“ primati koji su članovi grupe Haplorhini: prosimijanskih tarzijera i antropoida. Antropoidi su uskonosci (majmuni Starog sveta i čovekoliki majmuni, uključujući čoveka) i platirini (majmuni Novog sveta).
Omomidi su izumrla grupa prosimijana, za koju se smatra da je srodnija tarzijerima od bilo kog strepsirina (porodice Omomyidae† i Tarsiidae čine infrared Tarsiiformes).

## Literatura
- Rylands AB and Mittermeier RA (2009). „The Diversity of the New World Primates (Platyrrhini)”.  Ур.: Garber PA, Estrada A, Bicca-Marques JC, Heymann EW, Strier KB. South American Primates: Comparative Perspectives in the Study of Behavior, Ecology, and Conservation. Springer. ISBN 978-0-387-78704-6.
- Primate Taxonomy (Smithsonian Institution Press. 2001), Colin Groves.  978-1-56098-872-4.
- Primates in Question (Smithsonian Institution Press. 2003), Robert W. Shumaker & Benjamin B. Beck.  978-1-58834-176-1.
- Neotropical Primates 10(3)